# Walk for Life West Coast
Walk for Life West Coast – coroczna manifestacja ruchów pro-life przeciwko aborcji odbywająca się w San Francisco. Organizowana jest w okolicy 22 stycznia, kiedy to w 1973 r. Sąd Najwyższy Stanów Zjednoczonych wydał decyzję w sprawie Roe v. Wade, która prawnie usankcjonowała dopuszczalność aborcji na życzenie w USA.
Pierwsza manifestacja odbyła się 22 stycznia 2005 r, liczyła kilka tysięcy uczestników (7 według organizatorów) Według organizatorów w 2006 było ok. 15 tys. uczestników, a w 2007 - 20 tys., zaś w 2008 według San Francisco Chronicle ok. 10 tys.. W latach 2011–2013 w marszu każdorazowo brało udziało co najmniej 40 tys. osób. W ostatniej edycji 25 stycznia 2014 wzięło udział 50 tysięcy uczestników.
Zwolennicy aborcji organizują kontrmanifestacje o mniejszej skali niż Walk for Life.